# Bruine kolibrie
De bruine kolibrie (Leucippus fallax) is een vogel uit de familie Trochilidae (kolibries).

## Verspreiding en leefgebied
Deze soort komt voor in noordoostelijk Colombia, noordwestelijk en noordelijk Venezuela.